# Hans Böök
Hans Böök (Böikes, Boike) var en svensk silversmed verksam under 1500- och 1600-talen.
Hans Böök är troligen identisk med den Hans Böök som 1576 blev gesäll hos Andreas Hennings i Lübeck. Han kom troligen till Stockholm och blev mästare i början av 1590-talet, Hans bomärke och initialer finns på Stockholms guldsmedsämbetes boraxfass från 1590-talet, och 1598 omtalas han som mästare i Stockholm. År 1603 sägs han vara ålderman. Hans Böök utförde 1607 arbeten för Karl IX:s kröning. Han sägs vara död 1621. Bland arbeten av Hans Böök märks gravyr och förgyllning på högra axelstycket till Karl IX:s begravningsrustning i Strängnäs domkyrka 1611 samt ett silverbälte, en skål och en sked på Nordiska museet.